# 巴音郭楞乡
巴音郭楞乡是中华人民共和国新疆维吾尔自治区巴音郭楞蒙古自治州和静县下辖的一个乡。

## 行政区划
巴音郭楞乡下辖以下村级行政区划单位：
阿尔夏特村、巴音郭楞村、苏力间村、哈尔萨拉村、奎克乌苏村、巴音塔拉村和巴音布鲁克村。